# Anicella van Fézensac
Anicella van Fézensac was de enige dochter van Astanovus II van Fézensac. Zij huwde een eerste maal met Bernard III van Bigorre († 1112). Uit dit huwelijk hadden zij alleen een dochter, Beatrix, die nog vóór haar in 1119 zou overlijden.
Zij hertrouwde met graaf Gerolt III van Armagnac († 1160), en werd de moeder van:
- Bernard IV (1136-1193)
- Mascarosa, gehuwd met Odo van Lomagne, heer van Firmacon, moeder van Bernard van Fezenzaguet.

Samen met Gerolt III van Armagnac volgde zij haar vader op als graaf van Fézensac, waardoor beide graafschappen opnieuw verenigd werden.